# Beacon Press
Beacon Press er et amerikansk forlag med hovedkontor i Boston. Forlaget blev stiftet i 1854 af American Unitarian Association og siden 1961 er forlaget en del af Unitarian Universalist Association (UUA).
Forlaget har udgivet bøger om et bredt udvalg af emner, men den mest kendte udgivelse er nok The Pentagon Papers. Senator Mike Gravel havde indleveret 4100 af de 7000 sider, rapporten bestod af, til et senatsudvalg, han var formand for. Disse 4100 sider valgte Beacon Press at udgive.
Beacon Press begyndte i 1976 at samle sine religiøse udgivelser under forlagsnavnet "Skinner House". Skinner House er siden blevet selvstændigt, men ejes stadig af UUA.